# الجمهوريانية في نيوزيلندا
الجمهوريانية في نيوزيلندا هي موقف سياسي يرى أن نظام الحكم في نيوزيلندا يجب أن يتغير من الملكية الدستورية إلى الجمهورية.
يعود تاريخ جمهوريانية نيوزيلندا إلى القرن التاسع عشر، على الرغم أنها كانت حركة هامشية حتى نهاية القرن العشرين. تأسست جماعة الضغط الجمهورية الرئيسية الحالية، «جمهورية نيوزيلندا»، عام 1994. ولأن دستور نيوزيلندا غير مدون، يمكن سن جمهورية بموجب قانون برلماني بسيط. لكن يُفترض عمومًا أن هذا لن يحدث إلا بعد إجراء استفتاء وطني. عرَّف العديد من رؤساء الوزراء والحكام العامين أنفسهم بأنهم جمهوريون، على الرغم من عدم اتخاذ أي حكومة حتى الآن أي خطوات ذات مغزى نحو سنّ الجمهورية. وجدت استطلاعات الرأي العام أن غالبية السكان بشكل عام يفضلون الاحتفاظ بالملكية.

## التاريخ
استُخدم مصطلح «الجمهورية» في نيوزيلندا كاحتجاج ضد الحكومة المركزية و/أو الملكية وازدراء لهما، ولوصف منطقة مستقلة عن الحكومة المركزية.

### القرن التاسع عشر
جاء أول استخدام لمصطلح «الجمهورية» للدلالة على دولة مستقلة في نيوزيلندا في عام 1840، عندما وصف نائب الحاكم «ويليام هوبسون» تسوية شركة نيوزيلندا لميناء نيكلسون (ويلينغتون)، التي كان لها مجلس الحكم الخاص بها. في وقت لاحق، أصبحت ويلينغتون مركز التحريض من قبل المستوطنين للحكومة التمثيلية، والتي مُنحت لهم بموجب قانون دستور نيوزيلندا 1852. دعا صموئيل ريفانز، الذي أسس الجمعية الدستورية للمستوطنين في ويلينغتون عام 1848، إلى جمهورية نيوزيلندا.
في عام 1879 أعلن أهالي هاويرا عن أنفسهم باسم «جمهورية هاويرا» بسبب حملة شنها زعيم الماوري «تي وايتي» ضد الاستيطان الأوروبي. شكلوا وحداتهم التطوعية الخاصة لمعارضة تي وايتي. في عام 1881 غزت القوات الحكومية باريهاكا وألقت القبض على تي وايتي، ما أدى إلى إنهاء تلك «الجمهورية». 

### القرن العشرين
في الانتخابات العامة لعام 1911، دعا العقيد «ألين بيل» مرشح حزب الإصلاح لمقعد راغلان، إلى إلغاء الملكية. اعتبرت القوات المسلحة أن بيل بذلك قد كسر قسَم ولائه. طُلب منه الاستقالة من منصبه، وهو ما فعله في يناير 1912.
في عام 1966، أسس بروس جيسون جمعية نيوزيلندا الجمهورية، ثم الحزب الجمهوري في عام 1967. كان للحزب برنامج قومي صارم. تلاشى نشاط الحزب الجمهوري تدريجيًا بعد الانتخابات العامة لعام 1969 وانتهى الحزب في عام 1974.
في مايو 1973، اقتُرحت تحويلات في المؤتمر الوطني لحزب العمل لتغيير العلم، وإعلان نيوزيلندا جمهورية، وتغيير النشيد الوطني (الذي كان وقتها بعنوان فليحفظ الله الملكة، ثم أصبح فليدافع الله عن نيوزلندا النشيد الثاني في عام1977)، ولكن رُفضت هذه التحويلات بالتصويت. 
في عام 1979، أدرج حزب المانا الماوري موتوهيك الجمهوريانية كجزء من برنامجه السياسي. لكن لم تُثر هذه القضية أبدًا عندما أصبح المانا ماوري موتوهيك عضوًا في حزب التحالف.
في مارس 1994، تشكل ائتلاف نيوزيلندا الجمهوري للترويج لحالة الانتقال إلى جمهورية، واقترح رئيس الوزراء جيم بولغر على البرلمان الرابع والأربعين في خطبته في المناظرة أنّ نيوزيلندا يجب أن تصبح جمهورية بحلول عام 2001. وذكر بولغر أن روابط نيوزيلندا مع بريطانيا في تراجع، ويجب على البلاد أن تعترف بأن «تيار التاريخ يسير في اتجاه واحد». في العام التالي تأسست الرابطة الملكية النيوزيلندية للدفاع عن الملكية الدستورية.
نكر بولغر أي صلة لآرائه هذه مع تراثه الإيرلندي. تحدث بولغر مع الملكة إليزابيث حول قضية تحول نيوزيلندا إلى جمهورية عندما كان رئيس وزراء، وذكر «لقد تحدثت أكثر من مرة مع جلالة الملكة حول وجهة نظري بأن نيوزيلندا ستنتخب في وقت ما رئيسها الخاص، ناقشنا الأمر بطريقة منطقية للغاية ولم تكن متفاجئة أو منزعجة بأي شكل من الأشكال، ولم تقطع رأسي أيضًا».
في عام 1998، دعا ريتشارد نوتيج، وزير الشؤون الخارجية والتجارة، نيوزيلندا إلى التفكير في أن تصبح جمهورية، بحجة أن منصب «الملك البريطاني» كرئيس للدولة «يبدو غريبًا في نظر الآسيويين».
في عام 1999، أعاد التحالف الجمهوري إطلاق نفسه باسم الحركة الجمهورية في أوتياروا (نيوزيلندا)، على غرار الحركة الجمهورية الأسترالية، الناتجة عن استفتاء الجمهورية الأسترالية لعام 1999، ثم أعاد تسمية نفسه مرة أخرى في عام 2014 باسم جمهورية نيوزيلندا. 

## الجدال

### الحجج الداعمة للتغيير
يقول أنصار جمهورية نيوزيلندا:
- ينبغي أن يكون لدى نيوزيلندا مواطن نيوزيلندي، أو بشكل أصح مواطن نيوزيلندي مقيم في نيوزيلندا يعمل رئيسًا للدولة؛ «رئيسٌ مقيم»؛[14][15]
- تحتاج نيوزيلندا إلى تأكيد استقلالها، وكيانها الوطني، ونضوجها للعالم؛ [16]
- يتصف دستور نيوزيلندا -ومواقف النيوزيلنديين بالفعل- بأنهم جمهوريون في مظهرهم؛[17]
- تملك نيوزيلندا مسبقًا الحاكم العام -الذي يوصف بأنه «رئيس افتراضي للدولة».[18] الحاكم العام هو مواطن نيوزيلندي يؤدي كل ما ينبغي لرئيس الدولة تأديته؛
- نظرًا لأن الحاكم العام والملك لا يتمتعان بسلطة حقيقية تُذكر، فهما لا يملكان ضبطًا فعالًا للسلطة التنفيذية البرلمانية (رئيس الوزراء ومجلس الوزراء)، إن الحجة القائلة بأن الملك أو الحاكم العام هما محايدان سياسيًا و«يتخليان عن السلطة» للسياسيين ولكن يمكنهما طرد رئيس الوزراء في الوقت نفسه؛ هي حجة متناقضة؛ [19]
- سيملك رئيس الدولة المُنتخب أو المُعين ضبطًا أكثر فعالية للسلطة التنفيذية؛
- الجمهورية لا تعني بالضرورة الانسحاب من الكومنولث. إذ إن 32 دولة من أصل الـ53 الأعضاء في الكومنولث (60 بالمئة) هي جمهوريات؛
- لا ينبغي أن يكون لرئيس الوزراء سلطة إقالة الحاكم العام متى شاء والعكس بالعكس.[20]

يركز جمهوريون آخرون على مبادئ الملكية: يختلف الكثيرون مع المبدأ الوراثي (المبني على شكل من أشكال حق البكورة) الذي يحدد خلافة العرش. يجادلون أنه في مجتمع حديث وديمقراطي لا يُتوقع من أحد أن يذعن إلى آخر لمجرد منشأ ولادة هذا الأخير. يؤكد البعض أن الملك بالوراثة والحاكم العام غير المُنتخب لا يملكان تفويضًا لإقالة حكومة مُنتخبة.
في اجتماع رؤساء حكومات الكومنولث في أكتوبر 2011، اتفق قادة عوالم الكومنولث الـ16 على أنهم سيدعمون تغيير قوانين الخلافة الخاصة بهم فيما يتعلق بحق البكورة، والسماح للملك بالزواج من طائفة الروم الكاثوليك. بينما سيبقى الحظر المفروض على الكاثوليك بألا يصبح أحدهم ملكًا، لأن الملك يجب أن يكون من «طائفة كنيسة إنجلترا» نفسها.